# Ржевуский, Михаил Юзеф
Михаил Юзеф Ржевуский (1699—1769) — государственный деятель Речи Посполитой, кравчий великий коронный (1729—1744), писарь великий коронный (1744—1752), воевода подляшский (1752—1762) и подольский (1762—1769), владетель Роздола.

## Биография
Представитель польского магнатского рода Ржевуских герба «Кшивда». Сын каштеляна подляшского Адама Михала Ржевуского (ум. 1717) и Петронеллы Збровковны.
После смерти отца Михаил Юзеф перешел под опеку своего родного дяди, воеводы подляшского и гетмана польного коронного Станислава Матеуша Ржевуского.
Дослужился до чина полковника польской армии. За заслуги был награждён 7 февраля 1734 года Орденом Белого орла. В 1729 году Михаил Юзеф Ржевуский получил должность кравчего великого коронного, а в 1744 году был назначен писарем великим коронным.
В 1729 году был избран послом на сейм. В следующем году избирается от Львовской земли послом на новый сейм. В 1752 году Михаил Юзеф Ржевуский получил должность воеводы подляшского, а в 1762 году был назначен воеводой подольским. В 1764 году на элекционном сейме поддержал избрание Станислава Августа Понятовского на польский королевский престол.

## Семья
Был дважды женат. Его первой женой была Урсула Стамировская, от брака с которой у него детей не было. Вторично женился на Франциске Цетнер. Дети:
- Анна Ржевуская, жена хорунжего великого коронного Юзефа Гумиецкого
- Петронелла Антонина Ржевуская (ум. 1806), жена с 1765 года канцлера великого коронного Яцека Малаховского (1737—1821)
- Адам Ржевуский (ум. 1776), каноник краковский (1757—1764), каноник и канцлер львовский (1760)
- Франтишек Ржевуский (1730—1800), писарь польный коронный (1752—1774), маршалок надворный коронный (1775—1783)
- Ян Ржевуский (1732—1759), подстолий великий литовский (1756—1759)
- Казимир Ржевуский (1750—1820), писарь польный коронный (1774—1792), граф Австрийской империи (1819).